# Gordona
Gordona (lombardul: Gurduna) település Olaszországban, Sondrio megyében. Lakosainak száma 1948 fő (2023. január 1.). Gordona San Giacomo Filippo, Mese, Samolaco, Livo, Prata Camportaccio, Cama, Lostallo, Grono és Soazza községekkel határos.

## Népesség
A település népességének változása:
| Lakosok száma | 1951 | 1970 | 1948 |
|               | 2017 | 2018 | 2023 |